# Peatîhatkî, Znameanka
Peatîhatkî (în ucraineană П`ятихатки) este un sat în comuna Ivankivți din raionul Znameanka, regiunea Kirovohrad, Ucraina.

## Demografie
Componența lingvistică a localității Peatîhatkî
     Ucraineană (50%)
     Rusă (50%)
Conform recensământului din 2001, majoritatea populației localității Peatîhatkî era vorbitoare de ucraineană (50%), existând în minoritate și vorbitori de rusă (50%).